# Franko Bushati
Franko Bushati (Tirana, 5 luglio 1985) è un ex cestista e dirigente sportivo albanese con cittadinanza italiana.
Il padre, Pjerin, è stato anch'egli un membro della nazionale albanese.

## Carriera
Alto 191 cm per 80 kg, gioca solitamente come guardia o playmaker, fa ormai stabilmente parte della nazionale albanese, paese in cui è nato. La sua crescita cestistica avviene però in Italia nelle file della Stella Azzurra Roma, dove ha come compagno di squadra Andrea Bargnani. In seguito si trasferisce a Cento, dove disputa un campionato di serie B d'Eccellenza. Dalla stagione 2007-08 fa parte del roster della Dinamo Sassari, in Legadue, dove si mette in luce come uno dei giovani più interessanti di tutto il campionato.
Nel 2023 viene nominato segretario generale della Federazione cestistica dell'Albania.

## Palmarès
- Campionato italiano dilettanti: 2
- Basket Brescia Leonessa: 2010-11, 2015-16